# 坎泰米爾
坎泰米爾（發音：[kanteˈmir]）是摩爾多瓦的城市，也是坎泰米爾區的首府，位於該國西南部普魯特河畔，距離首都基希讷乌126公里，始建於1973年4月，海拔高度51米，2014年人口約5,800。